# Campeonato Femenino Sub-20 de la Concacaf de 2008
El Campeonato Femenino Sub-20 de la Concacaf de 2008 fue la IV edición de este torneo, disputada en México, los tres primeros lugares consiguieron la clasificación a la Copa Mundial Femenina de Fútbol Sub-20 de 2008.

## Sedes
| Ciudad de Puebla   |
| ------------------ |
| Estadio Cuauhtémoc |
| Capacidad: 42,600  |

## Participantes
Participaron las ocho selecciones nacionales de fútbol afiliadas a la Concacaf, divididas en dos grupos:
| Equipos participantes | Equipos participantes | Equipos participantes | Equipos participantes | Equipos participantes |
| --------------------- | --------------------- | --------------------- | --------------------- | --------------------- |
| Nicaragua             | Canadá                | Costa Rica            | Jamaica               |                       |
| Trinidad y Tobago     | México                | Cuba                  | Estados Unidos        |                       |

## Resultados
Los horarios corresponden a la hora de México (UTC-6).

### Primera fase

#### Grupo A
| Equipo     | Pts | PJ | PG | PE | PP | GF | GC |
| ---------- | --- | -- | -- | -- | -- | -- | -- |
| Canadá     | 9   | 3  | 3  | 0  | 0  | 9  | 1  |
| Costa Rica | 6   | 3  | 2  | 0  | 1  | 6  | 7  |
| Jamaica    | 3   | 3  | 1  | 0  | 2  | 8  | 6  |
| Nicaragua  | 0   | 3  | 0  | 0  | 3  | 2  | 11 |

| 17 de junio de 2008 | Nicaragua | 0:2 (0:1) | Canadá                     | Estadio Cuauhtémoc, Puebla de Zaragoza, México      |                                                     |
|                     |           | Reporte   | - 9' Lam-Feist - 89' Adams | Asistencia: 500 espectadores Árbitra: Shane DeSilva | Asistencia: 500 espectadores Árbitra: Shane DeSilva |

| 17 de junio de 2008 | Costa Rica                                   | 3:1 (1:1) | Jamaica      | Estadio Cuauhtémoc, Puebla de Zaragoza, México         |                                                        |
|                     | - Rodríguez 33' - Alvarado 53' - Venegas 76' | Reporte   | - 11' Duncan | Asistencia: 500 espectadores Árbitra: Jennifer Bennett | Asistencia: 500 espectadores Árbitra: Jennifer Bennett |

| 19 de junio de 2008 | Canadá                             | 3:1 (2:1) | Jamaica      | Estadio Cuauhtémoc, Puebla de Zaragoza, México         |                                                        |
|                     | - Lam-Feist 13' - Stewart 42', 77' | Reporte   | - 27' Duncan | Asistencia: 100 espectadores Árbitra: Jennifer Bennett | Asistencia: 100 espectadores Árbitra: Jennifer Bennett |

| 19 de junio de 2008 | Costa Rica                                | 3:2 (1:1) | Nicaragua                 | Estadio Cuauhtémoc, Puebla de Zaragoza, México       |                                                      |
|                     | - Granados 5' - González 60' - Acosta 68' | Reporte   | - 34' Acevedo - 53' Pérez | Asistencia: 300 espectadores Árbitra: Cecibel Ortega | Asistencia: 300 espectadores Árbitra: Cecibel Ortega |

| 21 de junio de 2008 | Jamaica                                     | 6:0 (3:0) | Nicaragua | Estadio Cuauhtémoc, Puebla de Zaragoza, México          |                                                         |
|                     | - Parker 3', 61' - Duncan 7', 45', 72', 76' | Reporte   |           | Asistencia: 200 espectadores Árbitra: Quetzali Alvarado | Asistencia: 200 espectadores Árbitra: Quetzali Alvarado |

| 21 de junio de 2008 | Canadá                            | 4:0 (2:0) | Costa Rica | Estadio Cuauhtémoc, Puebla de Zaragoza, México              |                                                             |
|                     | - Filigno 12', 34' - Schacher 87' | Reporte   |            | Asistencia: 350 espectadores Árbitra: Dianne Ferreira-James | Asistencia: 350 espectadores Árbitra: Dianne Ferreira-James |

#### Grupo B
| Equipo            | Pts | PJ | PG | PE | PP | GF | GC |
| ----------------- | --- | -- | -- | -- | -- | -- | -- |
| Estados Unidos    | 9   | 3  | 3  | 0  | 1  | 16 | 0  |
| México            | 6   | 3  | 2  | 0  | 1  | 10 | 3  |
| Trinidad y Tobago | 3   | 3  | 1  | 0  | 2  | 6  | 8  |
| Cuba              | 0   | 3  | 0  | 0  | 3  | 1  | 22 |

| 18 de junio de 2008 | Trinidad y Tobago | 0:4 (0:3) | Estados Unidos                      | Estadio Cuauhtémoc, Puebla de Zaragoza, México              |                                                             |
|                     |                   | Reporte   | - 8', 29', 75' Enyeart - 31' O'Hara | Asistencia: 300 espectadores Árbitra: Dianne Ferreira-James | Asistencia: 300 espectadores Árbitra: Dianne Ferreira-James |

| 18 de junio de 2008 | México                                                                           | 7:0 (4:0) | Cuba | Estadio Cuauhtémoc, Puebla de Zaragoza, México            |                                                           |
|                     | - Corral 8', 32', 52' - Mondragon 10' (pen.) - Mayor 17' - Godoy 65', 85' (pen.) | Reporte   |      | Asistencia: 4500 espectadores Árbitra: Carol-Anne Chenard | Asistencia: 4500 espectadores Árbitra: Carol-Anne Chenard |

| 20 de junio de 2008 | Estados Unidos                                                                                            | 9:0 (3:0) | Cuba | Estadio Cuauhtémoc, Puebla de Zaragoza, México     |                                                    |
|                     | - Morgan 2' - Fuentes 32' (a.g.) - Washington 42' - O'Hara 46', 54', 80' - Enyeart 60', 67' - Edwards 72' | Reporte   |      | Asistencia: 300 espectadores Árbitra: Erika Vargas | Asistencia: 300 espectadores Árbitra: Erika Vargas |

| 20 de junio de 2008 | México                         | 3:0 (1:0) | Trinidad y Tobago | Estadio Cuauhtémoc, Puebla de Zaragoza, México       |                                                      |
|                     | - García 3', 66' - Mercado 62' | Reporte   |                   | Asistencia: 3000 espectadores Árbitra: Juana Padilla | Asistencia: 3000 espectadores Árbitra: Juana Padilla |

| 22 de junio de 2008 | Cuba           | 1:6 (0:3) | Trinidad y Tobago                                             | Estadio Cuauhtémoc, Puebla de Zaragoza, México           |                                                          |
|                     | - Gallardo 66' | Reporte   | - 9', 19' Cordner - 37' Noel - 56', 76' Mascall - 78' Warrick | Asistencia: 500 espectadores Árbitra: Carol-Anne Chenard | Asistencia: 500 espectadores Árbitra: Carol-Anne Chenard |

| 22 de junio de 2008 | México | 0:3 (0:1) | Estados Unidos                             | Estadio Cuauhtémoc, Puebla de Zaragoza, México          |                                                         |
|                     |        | Reporte   | - 8' O'Hara - 68' Enyeart - 88' Washington | Asistencia: 12 000 espectadores Árbitra: Shane De Silva | Asistencia: 12 000 espectadores Árbitra: Shane De Silva |

### Fase Final
|  | Semifinales         | Semifinales         |   |             | Final               | Final               |  |
|  | 24 de junio de 2008 | 24 de junio de 2008 |   |             | 27 de junio de 2008 | 27 de junio de 2008 |  |
|  |                     |                     |   |             |                     |                     |  |
|  |                     |                     |   |             |                     |                     |  |
|  | Estados Unidos      | 4                   |   |             |                     |                     |  |
|  | Costa Rica          | 0                   |   |             |                     |                     |  |
|  |                     |                     |   |             |                     |                     |  |
|  |                     |                     |   |             |                     |                     |  |
|  |                     |                     |   |             | Canadá              | 1                   |  |
|  |                     | Estados Unidos      | 0 |             |                     |                     |  |
|  |                     |                     |   |             |                     |                     |  |
|  |                     |                     |   |             |                     |                     |  |
|  |                     |                     |   |             | Tercer lugar        |                     |  |
|  |                     |                     |   |             |                     |                     |  |
|  | Canadá              | 2                   |   | México (p.) | 2 (3)               |                     |  |
|  | México              | 1                   |   |             | Costa Rica          | 2 (2)               |  |

#### Semifinal
| 24 de junio de 2008 | Estados Unidos                                           | 4:0 (4:0) | Costa Rica | Estadio Cuauhtémoc, Puebla de Zaragoza, México        |                                                       |
|                     | - Klingenberg 4' - Wells 15' - O'Hara 20' - McDonald 44' | Reporte   |            | Asistencia: 1000 espectadores Árbitra: Shane De Silva | Asistencia: 1000 espectadores Árbitra: Shane De Silva |

| 25 de junio de 2008 | Canadá                       | 2:1 (0:0) | México       | Estadio Cuauhtémoc, Puebla de Zaragoza, México               |                                                              |
|                     | - Robinson 46' - Filigno 77' | Reporte   | - 66' Corral | Asistencia: 5000 espectadores Árbitra: Dianne Ferreira-James | Asistencia: 5000 espectadores Árbitra: Dianne Ferreira-James |

#### Tercer puesto
| 27 de junio de 2008 | Costa Rica            | 2:2 (1:1, 0:1) (t. s.)(2:3 p.) | México                      | Estadio Cuauhtémoc, Puebla de Zaragoza, México               |                                                              |
|                     | - Rodríguez 48', 102' | Reporte                        | - 29' García - 117' Mendoza | Asistencia: 5000 espectadores Árbitra: Dianne Ferreira-James | Asistencia: 5000 espectadores Árbitra: Dianne Ferreira-James |

#### Final
| 28 de junio de 2008 | Canadá           | 1:0 (1:0) | Estados Unidos | Estadio Cuauhtémoc, Puebla de Zaragoza, México      |                                                     |
|                     | - Schacher 45+1' | Reporte   |                | Asistencia: 5000 espectadores Árbitra: Erika Vargas | Asistencia: 5000 espectadores Árbitra: Erika Vargas |

|                           |
| Bandera de Canadá         |
| Campeón Canadá 2.º título |

## Clasificados
| Canadá | Estados Unidos | México |